# Une famille en or
 (août 2021).
Une famille en or est un jeu télévisé français qu’est l’adaptation du format américain Family Feud, l'émission est diffusée sur TF1 du 9 juillet 1990 au 1er janvier 1999 sous le titre Une famille en or. Sa diffusion reprend sur cette même chaîne du 21 mai 2007 au 28 février 2014 avec pour présentateur et producteur Christophe Dechavanne.
Le jeu apparaît d'abord comme simple épreuve de l'émission Pentathlon diffusée sur La Cinq, du 21 février 1986 au 18 juin 1986 sous le titre Le Jeu des opinions,.
Le 13 juillet 2015, l'émission revient sur TMC avec à la présentation Arnaud Tsamere. Le 28 août 2015, l'émission est déprogrammée après un mois de diffusion, faute d'audience.
Le jeu est de nouveau programmé sur C8 du 22 septembre au 24 novembre 2017 sous le nouveau titre de Family Battle (les droits du titre Famille en or étant toujours réservés au Groupe TF1).
Le jeu revient le 31 août 2021 sur TF1. Il est présenté par Camille Combal et est diffusé le mardi en deuxième partie de soirée à raison de 2 épisodes par semaine juste après Koh-Lanta. De plus, plusieurs numéros en première partie de soirée sont proposés chaque année.

## Historique
Le jeu est adapté du format américain Family Feud.
- Le Jeu des opinions sur La Cinq:

En Italie, le producteur Mike Bongiorno réduit le jeu à une simple épreuve de Pentatlon sur Canale 5. Cette épreuve est adaptée en France par Jean Chatel sous le titre Le Jeu des opinions,, intégrée à Pentathlon, présenté par Roger Zabel et Élisabeth Tordjman, et diffusé du 21 février 1986 au 18 juin 1986, tous les jeudis à 20h30 sur La Cinq.
- Une Famille en or sur TF1:

Une Famille en or est diffusé dès le 9 juillet 1990 à 18 h 20 sur TF1. La chaine lance le jeu dans le but de concurrencer Questions pour un champion de Julien Lepers sur FR3, mis à l'antenne deux ans plus tôt.
Proche du dispositif du jeu C'est beau la vie (That's Life!) coproduit par Téléjeux Talbot (FremantleMedia) et diffusé du 21 février au 26 juin 1986 sur La Cinq.
Le jeu est d'abord présenté par Patrick Roy et rassemble vite près de 7 000 000 de fidèles. Toutefois, en novembre 1992, Patrick Roy, souffrant, quitte la chaîne. Il est aussitôt remplacé par Bernard Montiel. Le 18 février 1993, Patrick Roy meurt d'un cancer à l'âge de 40 ans.
Durant l'été 1993, Laurent Cabrol prend le relais de Bernard Montiel pour animer le jeu au milieu d'après-midi puis à la fin de matinée pendant plus de quatre ans, jusqu'en 1997 (le jeu avait été décliné en 1995 en version enfants, Des Copains en or animé par Alexandre Delpérier, tous les jours de l'été, le mercredi après-midi et tous les jours pour les fêtes de la fin de l'année). En 1997, Bernard Montiel revient à la présentation. À cette occasion, le décor est changé, et quelques semaines plus tard la musique du générique est remplacée par une version plus rythmée. L'émission, est alors diffusée à 11 h 30 jusqu'en août 1998. Montiel est alors remplacé par l'animateur de l'émission de Fa Si La Chanter, Pascal Brunner, qui maintient le jeu en perte d'audience pendant quatre mois. Cette version sera particulière car elle accueillera sur le modèle Des copains en or d'Alexandre Delpérier, des « bandes » de sosies de célébrités et non des familles. En 1998, le jeu accueillera même une spéciale Coupe du monde de football de 1998 avec des célébrités du foot. Le décor connaîtra quelques modifications, avec notamment un fond gris. L'émission est finalement arrêtée le 1er janvier 1999, après avoir été repoussée au fur et à mesure dans des cases horaires de plus en plus confidentielles.
Une famille en or revient sur les écrans français à l'été 2006, lors du Marathon des jeux télé présenté par Nagui et Pascal Sellem sur France 2 à deux reprises.
Sa diffusion reprend sur TF1 le 21 mai 2007, après l'interruption temporaire du jeu 1 contre 100. L'émission est diffusée du lundi au vendredi à 18 h 15 avec comme nouveau présentateur et producteur Christophe Dechavanne. Le jeu se voit apporter quelques changements, avec l'introduction des duels, une nouvelle musique plus moderne (Fonkt, composée par Christian Laffitte et David Fauci) et un changement de décor (les panneaux de réponse à plaquettes, le grand tableau à LED et le bouton-poussoir à lumière en dégradé ont été remplacés par des éléments plus modernes). Ce décor est identique à celui de la version tunisienne, Ahna Hakka.
En 2015, l'émission revient sur TMC avec à la présentation l’humoriste Arnaud Tsamere. L'émission est déprogrammée par la chaine le 28 août 2015 après un mois de diffusion, faute d'audience. Un prime spécial Noël est organisé le 22 décembre 2015, vers 23 h 30, toujours diffusé sur TMC avec Arnaud Tsamere, malgré les audiences catastrophiques réalisées lors de la saison précédente.
Le jeu est programmé sur C8 du 22 septembre 2017 au 24 novembre 2017 sous le nouveau titre de Family Battle (les droits du titre Famille en or étant toujours réservés au Groupe TF1).
Le jeu télévisé revient sur TF1 à partir du 31 août 2021 le mardi en deuxième partie de la soirée avec deux numéros inédits par soirs jusqu'au 5 octobre puis un inédit suivi d'une rediffusion par la suite. Animé par Camille Combal, la production du jeu intervient pendant la pandémie de Covid-19 en France. Pendant le premier confinement, la chaîne a dû interrompre la diffusion de son feuilleton Demain nous appartient et le remplacer successivement par Sept à huit : la quotidienne, Le Grand Bêtisier et Qui veut gagner des millions ?. Une famille en or était prévue pour pallier un nouvel arrêt du feuilleton.

## Animateurs

### Présentateurs
- Alain Gillot-Pétré (1986), animateur de la 1re version, C'est beau la vie (La Cinq)
- Patrick Roy (9 juillet 1990-1992 sur TF1)
- Bernard Montiel (1992-1993 et 1997-1998 sur TF1)
- Laurent Cabrol (Septembre 1993-1997 sur TF1)
- Alexandre Delpérier (31 juillet 1995-3 janvier 1997), animateur de la version pour les enfants, qu'il s'appelle Des Copains en or (TF1)
- Pascal Brunner (1998-1999 sur TF1)
- Nagui (2006), Le marathon des jeux TV, assisté par Pascal Sellem (France 2)
- Christophe Dechavanne (2007-2014), assisté de Guilaine et "Phiphi" (2010), puis de Guilaine (2011-2014) (TF1)
- Arnaud Tsamere (2015-2016 sur TMC)
- Cyril Hanouna (du 22 septembre au 10 novembre 2017 sur C8)
- Benjamin Castaldi (le 24 novembre 2017 sur C8)
- Camille Combal (Depuis le 31 août 2021 sur TF1)
- Denis Brogniart (le 25 février 2025, après Koh-Lanta : La Revanche des 4 Terres)

### Voix off
- Jean-Pierre Descombes (1990-1998) et (2023) pour une émission spéciale années 90
- Pierre "Mike" Nicolas (1995-1998)
- Eddy Leduc (2021)
- Gérémy Crédeville (2023)
- Remy Guilloton (depuis 2024)
- Nelson Monfort spécial Champions Olympiques (2024)

## Diffusion

### Entre 1990 et 1999
- Du 9 juillet 1990[1] au 22 septembre 1992 : du lundi au vendredi puis du lundi au samedi à 18 h 30.

- Du 23 septembre 1992 au 3 janvier 1997 : du lundi au vendredi avec le mercredi à 17 h 30 puis à 18 h 30 et sans le mercredi à 16 h 30 dès avril 1993 puis l'été 1993 avec le mercredi puis aussi à 11 h 30 et à 12 h ou encore de retour à 16 h 30 du lundi au vendredi avec le mercredi puis au milieu d'été 1996 à 19 h du 27 juin 1994 à janvier 1997.
- Du 6 janvier 1997 au 1er janvier 1999 : tous les jours sans les week-ends comme le samedi à 11 h 40.

### Entre 2007 et 2014
De 2007 à 2014, l'émission était présentée et produite par Christophe Dechavanne et a totalisé 776 émissions :
- du 21 mai au 25 juin 2007 : du lundi au vendredi à 18 h 0 pour 36 émissions ;

- du 30 juin au 26 août 2007 : le week-end à 19 h 5 pour 18 émissions ;

- du 30 juin au 29 août 2008 : du lundi au dimanche à 19 h 5 pour 61 émissions ;

- du 27 avril au 19 juin 2009 : du lundi au vendredi à 18 h 15 pour 40 émissions ;

- du 22 juin au 24 juillet 2009 : du lundi au vendredi à 19 h pour 25 émissions ;

- le 25 juillet 2009 à 20 h 45 avec seize célébrités[17] ;

- du 12 juillet au 14 octobre 2010 : du lundi au vendredi à 19 h 5 pour 69 émissions ;

- Le 15 octobre 2010 à 19 h 5 pour un best-of ;

- du 3 janvier jusqu'au 18 mars 2011 : du lundi au vendredi à 18 h 20 pour 55 émissions ;

- du 6 juin au 8 juillet 2011 : du lundi au vendredi à 18 h 20 pour 25 émissions ;

- du 17 octobre 2011 au 25 mai 2012 : du lundi au vendredi à 18 h 20 pour 150 émissions ;

- du 10 septembre 2012 au 6 juin 2013 : du lundi au vendredi à 18 h 20 pour 184 émissions ;

- le 7 juin 2013 à 18 h 20 pour un best-of ;

- du 16 septembre 2013 au 28 février 2014 : du lundi au vendredi à 18 h 20 pour 110 émissions.

### 2015
L’émission revient en 2015 sur TMC. Six animateurs auraient réalisé un pilote dont Christophe Beaugrand et Sandrine Corman. Selon PureMédias, Manu Levy, Valérie Damidot et Benjamin Castaldi auraient également tourné un pilote de l'émission. La chaîne NRJ 12 était également intéressée pour diffuser l'émission. L'animateur finalement choisi par TMC est l'humoriste Arnaud Tsamere.

### 2017
Une version similaire arrive sur C8 le vendredi 22 septembre 2017, après l'échec d'un retour de l'original sur TMC en août 2015, sous le nom de Family Battle avec Cyril Hanouna comme présentateur et co produite par H2O Productions et FremantleMedia.

### Depuis 2021
Du 31 août 2021 au 7 décembre 2021 : tous les mardis à 23h (18 numéros qur 25 commandés).
Du 12 novembre 2024 au 17 décembre 2024 : tous les mardis à partir de 22h30 (15 émissions, dont des spéciales - "Humoristes Francais/Humoristes Belges - Médaillés/JO 2024 - Panic au 31 - spéciales familles de célébrités" + quelques émissions avec des familles anonymes)
L’émission revient du mardi 31 août au mardi 7 décembre 2021 en deuxième partie de soirée avec 18 numéros inédits diffusés sur les 25 numéros commandés. Elle est présentée par Camille Combal et coproduite par Fremantle et Ellimac Productions (société de production de Camille Combal). Une première partie de soirée avec des célébrités comme candidats est diffusée le  5 février 2022.
Le mardi 25 avril 2023 pour une émission spéciale années 90 Jean Pierre Descombes voix off historique du jeu revient en tant que voix off pour un seul numéro de plus le générique historique et le logo refont leurs apparitions.
Le mardi 26 novembre 2024, TF1 propose une émission spéciale années 70 dans laquelle un générique et un logo anciens sont utilisés. De plus, les invités ainsi que Camille Combal sont habillés dans un look de l'époque et le logo de TF1 utilisé à l'antenne se transforme en celui des années 70 pendant l'émission.

## Principe
Deux familles s'affrontent au cours du jeu. Chacune d'elles est composée de cinq membres, dont un capitaine. Le but du jeu est de répondre à des questions ouvertes posées à un panel de Français sondés composé de 100 personnes et de trouver les réponses les plus fréquemment données par ce panel. La famille qui accède à la finale peut remporter une somme pouvant s'élever jusqu'à 100 000 €. Entre 1990 et 1999, il fallait dépasser 300 points pour aller en finale. En plus des manches classiques, il y avait une manche double et une manche triple.

## Adaptations

### Jeux vidéo
Une famille en or et le format original Family Feud ont été adaptés de nombreuses fois en jeu vidéo.

### Jeu de société
Le jeu télévisé a été adapté en jeu de société en 1990 par MB puis en 2008 par TF1 Games. La famille qui décide de revenir à l'émission suivante après la défaite à leur première finale reçoit la boîte de jeu officiel « afin de s'entraîner à l'émission suivante », d'après Christophe Dechavanne.

## Autres informations

### Audiences
La nouvelle version du jeu depuis 2007 ne cessera de battre ses records d'audience comme le mercredi 16 juillet 2008 avec 3 625 000 téléspectateurs soit 35,9 % de parts de marché, ou encore le lundi 18 mai 2009 avec 2 786 000 téléspectateurs, soit 23,7 % de parts d'audience. Le 30 juin 2009, un nouveau record d'audience est battu avec 4 099 000 et 28,8 % de part de marché.
Une famille en or permet à TF1 de dépasser Un dîner presque parfait, le jeu de M6, sur la cible de la ménagère de moins de 50 ans, là où de nombreux programmes avaient échoué entre 2008 et 2011. De ce fait, il est le seul programme (avec Secret Story) de TF1 à être diffusé régulièrement à 18 h 20 du lundi au vendredi. Mais, en mars 2014, le jeu disparait de la grille de TF1 au profit de Bienvenue chez nous.
La première émission du jeu sur TMC démarre mal, avec seulement 212 000 télespectateurs. Sur C8, la première émission diffusée le 22 septembre 2017 attire 672 000 téléspectateurs pour la première émission et 917 000 téléspectateurs pour l'émission avec Jean-Michel Maire. Le vendredi 10 novembre, une spéciale "Girl Power" a eu lieu avec Géraldine Maillet, Isabelle Morini-Bosc, Emilie Lopez, Agathe Auproux et Valérie Bénaïm en chef d'équipe. Le vendredi 17 novembre, lors d' une édition spéciale de TPMP, Cyril Hanouna annonce l'arrêt de Family Battle pour laisser placer au retour de TPMP chaque vendredi. La dernière émission est donc diffusée le 24 novembre.

### Parodies et canulars
- Le trio comique Les Inconnus ont parodié l'émission dans un de leurs sketches, intitulé La famille en plomb[27] opposant une famille bourgeoise, les Castellac à une famille beauf, les Brouchot.
- Le ONDAR Show a parodié l'émission dans un de leurs sketches intitulé Une famille au Nord.
- En 1992, alors présenté par Patrick Roy, le jeu a été victime d'un canular de la part de Patrick Sébastien : il interpréta un candidat jaloux et violent pour les besoins de l'émission Le Grand Bluff. Il composait avec des comédiens la famille Delaroche jouant face à de vrais candidats.
- En 2017 est tournée une caméra cachée diffusée dans le prime dérivé de Touche pas à mon poste ! : La Grande Rassrah 3 !.